# Años 560 a. C.
Los años 560 antes de Cristo transcurrieron entre los años 569 a. C. y 560 a. C. 

## Acontecimientos
- 568 a. C.: Amtalqa sucede a su hermano Aspelta como rey de Kush.
- 562 a. C.: 
  - Amel-Marduk sucede a Nabucodonosor II como rey de Babilonia.
  - Muere Nabucodonosor II. Es sucedido por Avil-Marduk, que libera a Joaquín, rey de Judá (cautivo desde 597) y lo acoge en su corte.[1]
- 561-560 a. C.: Creso se convierte en rey de Lidia.
- 560 a. C.: 
  - La historia de Israel (hasta el exilio de 586 a. C.), conformada por Deuteronomio, Josué, Jueces, y Reyes, constituye un relato unificado que debió ser escrito hacia este año.[1]
  - Muere Esopo (nacido en c. 620), creador y compilador de numerosas fábulas, muchas de ellas de la tradición oral indoeuropea.[1]
  - Neriglissar sucede a Amel-Marduk como rey de Babilonia.
  - Pisístrato toma la Acrópolis de Atenas y se declara a sí mismo tirano. Es depuesto el mismo año.

## Personas destacadas
- 567 a. C.: nace el tercer emperador de Japón, Annei.
- 564 a. C.: Datación tradicional de la muerte de Esopo, antiguo fabulista de origen griego.
- 563 a. C.: Durante siglos, la datación tradicional consideró que este era el año de nacimiento del religioso nepalí, Buda creador del budismo. Actualmente se cree que nació entre el 420 y el 380 a. C..
- 562 a. C.: muere Nabucodonosor II, gobernante de Babilonia.